# 19e congresdistrict van Californië

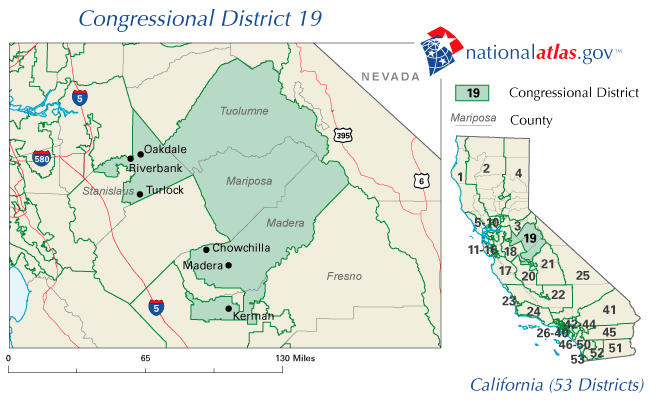
Kaart van het 19e congresdistrict van Californië

Het 19e congresdistrict van Californië, vaak afgekort als CA-19, is een kiesdistrict voor het Amerikaanse Huis van Afgevaardigden. Sinds 1993 omvat het district een streek in het zuiden van Northern California. Het omvat momenteel delen van de county's Fresno, Madera, Mariposa, Tuolumne en Stanislaus. Enkele steden in het district zijn Chowchilla, Kerman, Madera, Oakdale, Riverbank en Turlock, die in Californiës Central Valley liggen. 80,6% van de bevolking woont in een stedelijke omgeving.
Het 19e district bestaat al sinds 1933 en is sinds haar creatie meermaals hertekend. Zoals het geval bij de meeste congresdistricten in Californië, is het district steeds noordelijker komen te liggen.
Sinds 2011 wordt het 19e district door de Republikein Jeff Denham vertegenwoordigd in het Huis van Afgevaardigden. Hij werd verkozen met 65% van de stemmen. Politieke analisten beschouwen het 19e congresdistrict dan ook als een redelijk betrouwbaar Republikeins district. In de presidentsverkiezingen van 2008 won de Republikeinse kandidaat John McCain met 52,1% van de stemmen. In 2000 en 2004 behaalde George W. Bush respectievelijk 57,6% en 61,6%.